# Маркос Алонсо Мендоса
Маркос Алонсо Мендоса (ісп. Marcos Alonso Mendoza, нар. 28 грудня 1990, Мадрид, Іспанія) — іспанський футболіст, лівий захисник «Барселони» і національної збірної Іспанії.
Виступав, зокрема, за «Болтон Вондерерз», «Фіорентіну», а також юнацьку збірну Іспанії.

## Клубна кар'єра
Вихованець футбольної академії клубу «Реал Мадрид». З 2008 року почав грати фарм-клуб «Реал Мадрид Кастілья» в Сегунді. У сезоні 2009/2010 провів одну гру за головну команду «Реала».
2010 року молодого іспанця запросив англійський «Болтон Вондерерз», в якому Маркос протягом двох сезонів лише зрідка виходив на поле в іграх Прем'єр-ліги. Проте після вильоту «Болтона» до чемпіонату Футбольної Ліги сезон 2012/13 іспанець провів у цьому другому англійському дивізіоні вже як один з основних гравців команди.
Попри пропозицію продовжувати захищати кольори «Болтона» у травні 2013 Маркос перейшов до італійської «Фіорентини», уклавши з нею трирічний контракт. Відразу стати гравцем основного складу «фіалок» йому не вдалося І, провівши за півроку лише 3 матчі в Серії A, в січні 2014 він повернувся до Англії, де на умовах піврічної оренди грав за «Сандерленд».
Повернувшись з оренди влітку 2014 року, іспанський захисник почав більш активно залучатися до складу основної команди «Фіорентини» попри конкуренцію на позиції на лівому фланзі з боку капітана команди досвідченого Мануеля Паскуаля.
30 серпня 2016 року повернувся до Англії, уклавши п'ятирічний контракт із лондонським «Челсі». Трансфер гравця оцінюється у 24 мільйони фунтів стерлінгів.
Алонсо забив свій перший гол за клуб 5 листопада 2016 року проти «Евертону» (5–0) на «Стемфорд Бридж». Ще двічи відзначився на «Кінг Павер Стедіум» проти «Лестеру» (3–0) 14 січня 2017 року.
Перший гол сезону 2020–21 забив 31 січня 2021 року проти «БернлІ» (2–0) в переможній грі нового головного тренера Томаса Тухеля. 8 травня 2021 року забив переможний гол проти «Манчестер Сіті» на «Етіхад Стедіум» (1–2). Маркос не вийшов на поле в фіналі Ліги Чемпіонів УЄФА-2021, що також пройшов проти «місцян». 
Перший гол сезону 2021–22 забив проти «Крістал Пелес» зі штрафного удару (3–0). Вперше вийшов з капітанською пов’язкою 11 вересня 2021 року в матчі АПЛ проти «Астон Вілли».

## Виступи за збірну
2009 року дебютував у складі юнацької збірної Іспанії, взяв участь у 4 іграх на юнацькому рівні.
27 березня 2018 року вийшов на заміну наприкінці товариської гри проти збірної Аргентини, дебютувавши таким чином в офіційних іграх за національну збірну Іспанії.
| Дата      | Місто  | Господарі | Результат | Гості     | Турнір           | Голи | Примітки |
| --------- | ------ | --------- | --------- | --------- | ---------------- | ---- | -------- |
| 27-3-2018 | Мадрид | Іспанія   | 6 – 1     | Аргентина | товариський матч | -    | 79'      |
| Усього    |        | Матчів    | 1         |           | Голів            | 0    |          |

## Особисте життя
Походить з футбольної династії, започаткованої його дідом Маркосом Алонсо Імасом, гравцем зіркового складу мадридського «Реала», що домінував в іспанському і європейському футболі у другій половині 1950-х, зокрема тріумфувавши у перших п'яти розіграшах Кубка чемпіонів УЄФА. Його батько, Маркос Алонсо Пенья, був здебільшого відомий виступами за мадридський «Атлетіко» і «Барселону», кольори яких він захищав протягом 1980-х років, тоді ж залучався до національної збірної Іспанії.
2 травня 2011 року був арештований як винуватець автомобільної аварії, у результаті якої загинула 19-річна пасажирка його машини. Автомобіль, яким керував футболіст, врізався у стіну, рухаючись зі швидкістю понад 110 км/годину, що більш ніж удвічі перевищувало обмеження швидкості у місці інциденту, до того ж у крові Маркоса було виявлено алкоголь, Футболіста було засуджено до 21 місяця позбавлення волі, проте згодом вирок було змінено на штраф у розмірі 61 тисячі фунтів стерлінгів та позбавлення водійських прав на три роки і чотири місяці.

## Досягнення
- Чемпіон Англії (1): 2016–17
- Володар кубка Англії (1): 2017–18
- Переможець Ліги Європи УЄФА (1): 2018–19
- Переможець Ліги чемпіонів УЄФА (1): 2020–21
- Переможець Суперкубка УЄФА (1): 2021
- Переможець Клубного чемпіонату світу (1): 2021
- Чемпіон Іспанії (1): 2022–23
- Переможець Суперкубка Іспанії (1): 2022